# Protestas estudiantiles de Estados Unidos de 2024
Las protestas estudiantiles en Estados Unidos son manifestaciones en contra de la guerra en Gaza y del apoyo del gobierno de Estados Unidos a Israel que ocurrieron en el 2024.  Las protestas se desarrollan en 60 campus universitarios de los Estados Unidos, entre ellos el Instituto Tecnológico de Massachusetts, el Emerson College, la Universidad de Texas en Austin, la Universidad de Michigan y la Universidad de California en Berkeley. Más de 100 manifestantes fueron detenidos en diferentes universidades del país.
Las protestas se han extendido en unas 60 universidades y se han reportado 500 detenidos. En la Universidad de Texas en Austin, la policía utilizó gas pimienta y granadas aturdidoras en una manifestación. Entre las demandas exigen al presidente Joe Biden el retiro de apoyo a Israel así como la desinversión universitaria en fabricantes de armas.
Debido a las protestas, las universidades cancelaron las clases presenciales e impartieron clases a distancia. Asimismo, la Universidad del Sur de California canceló el discurso de graduación. El portavoz de la Universidad de Columbia anunció que ha comenzado ha suspender a los estudiantes.
El presidente de los Estados Unidos, Joe Biden, manifestó que condenaba las protestas "antisemitas"

## En la cultura popular
En mayo de 2024, el rapero estadounidense Macklemore lanzó «Hind's Hall», una canción de protesta en honor a la niña palestina Hind Rajab, asesinada por le Ejército Israelí, y en apoyo de las protestas estudiantiles de estados Unidos. Además, el rapero denunció a la industria musical por su silencio sobre el tema y al presidente Joe Biden por su complicidad con el gobierno y el ejército israelíes en el asesinato en masa de civiles palestinos, declarando que no lo votará en las presidenciales de 2024 y afirmó que el presidente «tiene las manos manchadas de sangre». Como parte del lanzamiento de la canción, el rapero también declaró que todos los ingresos generados por las transmisiones se destinarían a la UNRWA.